# Kyrkbyn, Söderhamns kommun

Kyrkbyn är en glest befolkad by mellan småorten Mo och tätorten Söderala ungefär 13 kilometer väster om Söderhamn i Söderhamns kommun. 
Byn angränsar till grannen Tyby och har sin högsta punkt på Olberget. Byn ligger placerad i ett skogsområde och är ett populärt sommarresmål för många inom angränsande kommuner. Byn har en än idag aktiv sommarkoloni och ett välbesökt badtillhåll vid Bocksjön. Stora delar av Kyrkbyns area är täckt av åkermark med olika sädesslag, rotfrukter och vallfoder.

## Historia
Kyrkbyn har fått sitt namn efter att ha varit just det namnet skildrar, en by innehållande en kyrka. Denna kyrka är idag borta men kyrkoherdens bostad ligger kvar intill den gamla kyrkoplatsen som civil bostad. Kyrkogården omges än idag av den mur som en gång avgränsade platsen där kyrkan stod.